# Utilidad (informática)
En informática, una utilidad es una herramienta que realiza:
- Tareas de mantenimiento.
- Soporte para la construcción y ejecución de programas.
- Tareas en general.
- consultas

En donde se incluyen las bibliotecas de sistema, middleware, herramientas de desarrollo y demás.
Entre ellas podemos nombrar cifrado y descifrado de archivos, compresión de archivos, desfragmentación de disco, editores de texto, respaldo, etc.